# Morne Jean
De Morne Jean is een berg in Haïti. De berg is 718 meter hoog, en ligt even ten westen van de stad Cap-Haïtien. Vanaf de top heeft men een uitzicht over deze stad.